# Агу-Бедійська сільська адміністрація
А́гу-Бе́дійська сільська́ адміністра́ція (абх. Агәы-Бедиа ақыҭа ахадара) — сільська адміністрація в складі Ткуарчальського району Абхазії. Адміністративний центр адміністрації — село Агу-Бедіа.
Сільська адміністрація в часи СРСР існувала як Агубедійська сільська рада Очамчирського району. 1994 року, після адміністративної реформи в Абхазії, сільська рада була перетворена на сільську адміністрацію і передана до складу Ткуарчальського району.
В адміністративному відношенні сільська адміністрація утворена з 11 сіл:
- Агу-Бедіа (Агубедіа)
- Аджра
- Адзхида
- Ахецара (Бохона)
- Другий Копит (Перша Бедіа)
- Куалон (Квалоні)
- Мшал (Мішвелі)
- Нарджхеу
- Оходжа (Ахуаджа, Сагургуліа)
- Патрахуца
- Перший Копит

| Грузія | Це незавершена стаття з географії Грузії. Ви можете допомогти проєкту, виправивши або дописавши її. |